# Fiore di ghiaccio
Fiore di ghiaccio (titolo originale Tusenskönor) è un romanzo giallo della scrittrice svedese Kristina Ohlsson pubblicato in Svezia nel 2010.
È il secondo libro della serie che ha per protagonista l'analista investigativa Fredrika Bergman.
La prima edizione del romanzo è stata pubblicata nell'anno 2012 da Piemme.

## Trama
Mentre è intenta a raccogliere una margherita, Johanna non si accorge dell'uomo alle sue spalle che cambierà per sempre la sua vita. Quindici anni dopo, due coniugi sessantenni, il pastore Jakob Ahlbin e sua moglie, vengono ritrovati morti nel loro appartamento di Stoccolma. Sembra un caso di omicidio-suicidio in cui l'uomo avrebbe sparato alla moglie per poi spararsi anch'egli. Apparentemente nulla collega questo caso, su cui la polizia cerca di fare chiarezza, col caso su cui sta indagando l'analista investigativa Fredrika Bergman. Ma sarà proprio la ragazza a trovare collegamenti tra i due casi, fino a scoprire una serie di dettagli che convergono verso un quadro ben preciso: una rete clandestina traffica in esseri umani, con la copertura di una serie di iniziative benefiche. Tra questa scoperta e un doloroso passato ancora coperto da fitte ombre, si annidano alcune delle risposte che la polizia sta cercando.

## Edizioni
- Kristina Ohlsson, Fiore di ghiaccio, traduzione di Alessandro Bassini e Sara Culeddu, Piemme, 2012. ISBN 978-88-566-1356-8.
- Kristina Ohlsson, Fiore di ghiaccio, traduzione di Alessandro Bassini e Sara Culeddu, Piemme, 2013. ISBN 978-88-566-3242-2.